# 영인산로
영인산로(Yeonginsan-ro)는 충청남도 아산시 인주면 인주농협삼거리에서 아산시 영인면 아산토정교차로 를잇는 도로이다.

## 주요 경유지
충청남도
- 아산시 (인주면 . 영인면)

## 노선 경로
| 이름            | 접속 노선 | 경유지 | 경유지 | 비고 |
| --------------- | --------- | ------ | ------ | ---- |
| 인주농협삼거리  | 현대로    | 아산시 | 인주면 |      |
| 밀두교          |           | 아산시 | 인주면 |      |
| 신현 교차로     | 신현로    | 아산시 | 인주면 |      |
| 영인1교         |           | 아산시 | 영인면 |      |
| 영인2교         |           | 아산시 | 영인면 |      |
| 영인3교         |           | 아산시 | 영인면 |      |
| 아산토정 교차로 | 영인로    | 아산시 | 영인면 |      |

## 주요건물및 시설
- 인주중학교 (영인산로 85/밀두리 644)